# 1698 en droit
Chronologie en droit

Cet article présente les faits marquants de l'année 1698 en droit.

## Événements
- 9 juillet : traité d'amitié de Stockholm entre la France et la Suède[1].

- 20 août : règlement pour le commerce et la navigation des colonies françaises de l’Amérique[2].

- 6 septembre, Russie : Pierre le Grand réunit les boyards et leur enjoint de couper leurs barbes[3]. Peu après le 11 septembre (1er septembre du calendrier julien), un oukase impose une taxe sur le port de la barbe, sauf pour le clergé et des paysans[4].

- 2 octobre (23 septembre du calendrier julien) : la tsarine Eudoxie, accusée de connivence avec le complot des streltsy, est répudiée et exilée au cloître de l’Intercession, à Souzdal ; elle prend le voile en juin 1699 sous le nom de sœur Hélène[4].

- 10 - 31 octobre : le tsar Pierre le Grand fait exécuter massivement les « streltsy » et dissout ce corps d'arquebusiers devenu dangereux pour le pouvoir[5].

- 11 octobre : traité de La Haye pour le partage de la succession d’Espagne entre la France, l’Angleterre et les Provinces-Unies[6].